# Pay No Mind (Snoozer)
Pay No Mind (Snoozer) è un brano musicale del cantautore statunitense Beck, pubblicato nel 1994. Si tratta del secondo singolo estratto dall'album Mellow Gold.

## Tracce
1. Pay No Mind (Snoozer) [LP Version] - 3:17
2. Special People - 1:43
3. Trouble All My Days - 2:24
4. Super Golden Black Sunchild - 2:26

## Cover
I Sonic Youth hanno reinterpretato il brano e lo hanno inserito nelle versioni brasiliana e giapponese dell'album The Eternal (2009).